# رودولفو لوبيز
رودولفو لوبيز (بالإسبانية: Rodolfo López)‏ مواليد 18 سبتمبر 1983 في كانكون، ولاية كينتانا رو، المكسيك، هو ملاكم مكسيكي وبطل المجلس العالمي للملاكمة في وزن الريشة سابقا.

## إحصائيات
خاض خلال مسيرته 33 نزالا، فاز في 25 وتعادل في 1 وخسر في 5. فاز بالضربة القاضية في 16 نزالا.

## روابط خارجية
- رودولفو لوبيز على موقع بوكس ريك (الإنجليزية) (registration required)